# アシン・ウィラトゥ
ウィラトゥ（ビルマ語: ဝီရသူ、法名：Ashin Viccitta Bivamasa 1968年7月10日 - ）は、ミャンマーの仏教僧であり、ミャンマーにおける反イスラーム運動の精神的指導者である。2001年頃から過激派・民族主義運動「969運動」に関与している。彼はイスラム教徒への迫害を扇動しているとして非難されている。

## 略歴

### 前史
ウィラトゥは、1968年、マンダレー近郊のチャウセで8人兄弟の次男として生まれた。学校は14歳までしか通わず、17歳で出家した。「貪欲と悪意に満ちた民間生活」から抜け出すことを熱望しており、「女性と一緒にいたくなかった」のだという。仏教普及伝道局初代局長チョールイン（U Kyaw Lwin）を師と仰ぎ、元僧侶の彼の『ひとりの善き仏教徒』という著書が、969の思想的ルーツなのだという。この本は2000年にタイトルを『最上の仏教徒』と変えて再出版され、その表紙が969のロゴの原型だと言われている。
チョールインは2001年に亡くなったが、同年、タリバンによるバーミヤン石仏破壊に衝撃を受けたウィラトゥは、『わが民族が消滅する恐怖』と題した反ムスリムパンフレットを作成して、信徒に配布して説法を始めた。しかし2003年、チャウセでイスラム教徒10人が殺害sされる事件が発生し、ウィラトゥは、反ムスリムのビラを配布して、これを煽動したとして、禁錮25年の刑を受けた。

### 969運動、マバタ
2012年1月、恩赦により釈放されると、モン州で969運動という反ムスリム運動を展開していたサッダンマ(Ashin Saddhamma)とウィマラ(Vimala)という2人のモン族の僧侶に誘われ、ウィラトゥも運動に加わった。この時、ミャンマーではインターネットがある程度普及しており、ウィトラはFacebook、Youtube、DVDなどを利用して普及活動を行い、各地で説法会を催した。969運動のパンフレットには「ムスリム・カラーが販売する786(ハラール)商品の購入を避けよ」「彼らとの人間関係、結婚、ビジネスを避けよ」「ミャンマー女性は彼らとの恋愛を避けよ」「ラカイン人のことを気にかけよ。ミャンマーがイスラム国家になることを阻止する責務をわれわれはみな負っている」といった反ムスリム感情を煽る文言が踊り、説法会でも、ウィラトゥは「モスクは敵の建物である。だからモスクを破壊しても罪にはならない」「イスラームの教えによれば、ムスリム・カラーがミャンマー女性をレイプすれば、その男は階級が上がる」「テインセイン大統領はロヒンギャを非難する姿勢を明確にしているので賞賛に値するが、スーチーは沈黙したままである。だから大統領を支持しよう」などと反ムスリム感情を煽った。
2012年の6月と10月には、ラカイン州でラカイン族とムスリムが衝突する事件が起き、多数の死傷者と避難民が出た。また2013年3月にはマンダレー地方域のメイッティーラとバゴー地方域の各地で、4月にはヤンゴン地方域のオウッカンで、5月にはシャン州のラーショーで、8月にはザガイン地方域のカンバルーで、9月には再びラカイン州のタンドゥエーで、仏教徒とムスリムが衝突する事件が発生した。
こうした中、2013年6月に発売されたアメリカの『タイム』誌の表紙をウィラトゥが飾り、「The Face of Buddhist Terror（仏教徒テロの顔）」と紹介され、誌面では彼の特集記事が組まれた。これに対してミャンマーから反発の声が上がり、Facebookにはウィラトゥを擁護する声が溢れ、『タイム』に抗議する署名サイトには4万人近くが署名した。ウィラトゥは『タイム』の記事が誤解を与え、自身に抗議するイスラム教徒が彼に「ミャンマーのビンラディン」というレッテルを貼ったと主張した。
2013年9月、ミャンマー国内のすべての出家者を統括する「国家サンガ大長老委員会（通称マハナ）」が、969という数字の政治利用と969に関連する組織を設立を禁止した。これにより、969運動の継続は困難になったが、同年6月にウィラトゥらが設立していたミャンマー愛国協会（マバタ）に運動を引き継がせた。2015年にはマバタの尽力により、ムスリムに対して差別的な民族保護法4法（改宗法、女性仏教徒の特別婚姻法、人口抑制保健法、一夫一婦法）が成立した。
しかし2015年総選挙でスーチー率いる国民民主連盟（NLD）が大勝して、政権の座に就くと風向きが一変。NLD政権の強い働きかけにより、2016年7月、マハナは「マバタはサンガの基本規則に基づいて結成された公式の仏教組織ではない」という声明を発表。さらに2017年 5月には、マハナは全国のマバタの看板を撤去するように求める声明を発表して、マバタの活動は大打撃を受けた。
ウィラトゥ自身も、2017年3月、「宗教に対するヘイトスピーチを繰り返し行い、宗教間の対立を引き起こし、法の支配を維持する努力を妨げている」として、マハナから1年間公の場所での説法を禁止される命令を下された。2018年1月には、国軍によるロヒンギャ弾圧を支持したとして、ウィラトゥのFacebookのアカウントが凍結された（その後はロシア版FacebookのVKに投稿するようになる）。さらに2019年5 月に開催された2008年憲法改正反対集会では、「化粧することや着飾ること、ハイヒールで歩くことしか知らない」とスーチー誹謗中傷するとともに、「軍人をブッダのように崇拝せよ。なぜなら彼らは国民の憎悪に直面しながらも、軍人として国を護らなければならないからだ」と発言したことにより，動乱罪の容疑で逮捕状が出され、しばらく逃亡生活を続けていたが、2020年11月に警察に出頭して逮捕された。

### 釈放後
2021年9月、恩赦によりウィラトゥは釈放された。2022年10月、バゴー地方域の小さな村で、釈放後初めての説法会を開催したが、出席者はわずか25人で、かつての影響力は見る影もなかった。2023年1月、ミャンマー連邦のために優れた功績を残した人物に贈られるティリピャンチ（Thiri Pyanchi）という勲章を授与されたが、ウィラトゥは他に授与された何千人の1人にすぎなかった。2024年8月、ミャンマー民族民主同盟軍（MNDAA）が、ラーショーの国軍北東軍管区司令部を占拠した際には、ウィラトゥは、ミンアウンフライン国軍最高司令官は責任を取るべきと批判した。